# Austrália no Campeonato Mundial de Ciclismo em Pista
Esta página é uma visão geral da Austrália nos Campeonatos Mundiais UCI de ciclismo em pista.

## Lista de medalhistas

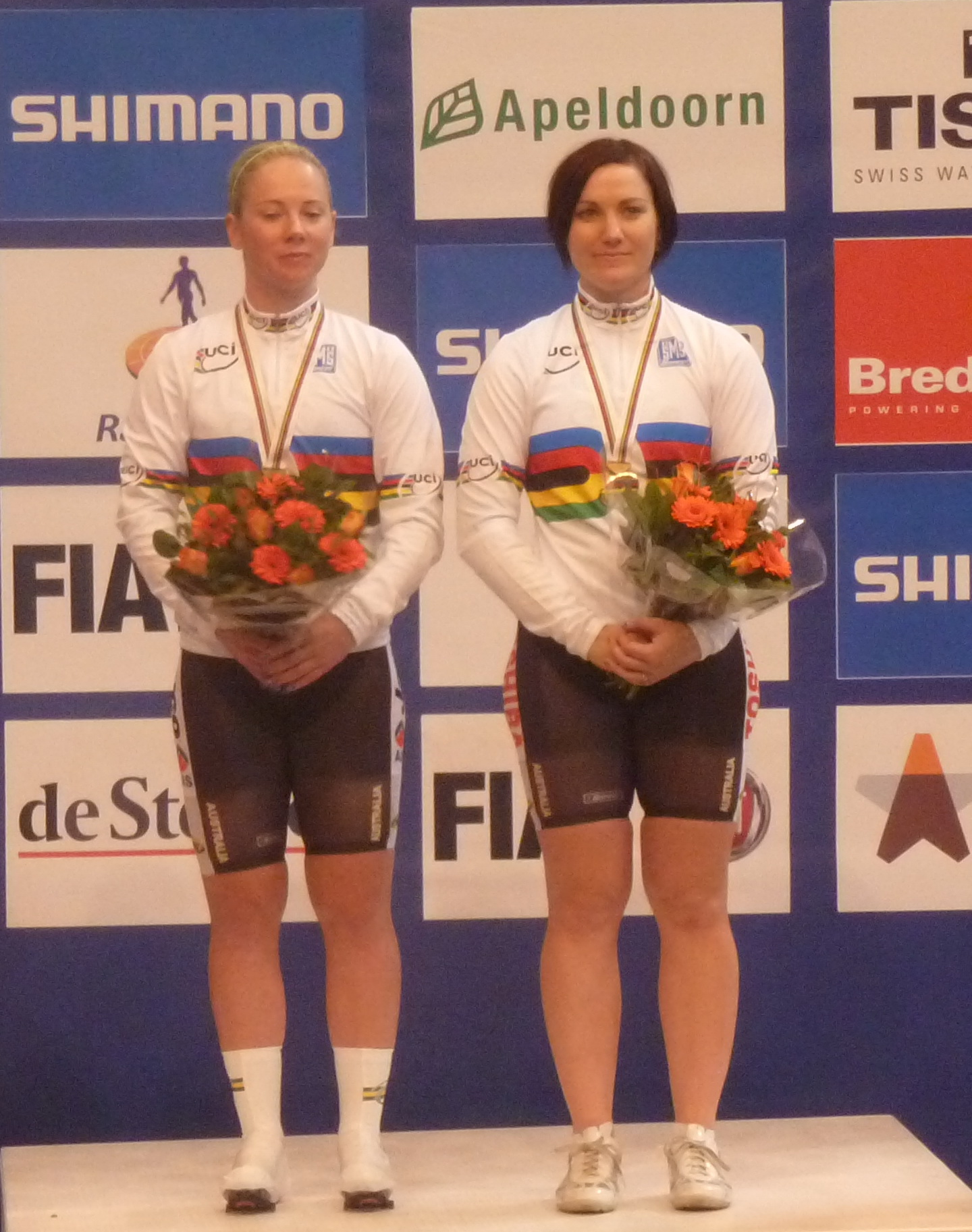
Anna Meares e Kaarle McCulloch ganharam a medalha de ouro na velocidade por equipes feminino em 2011.

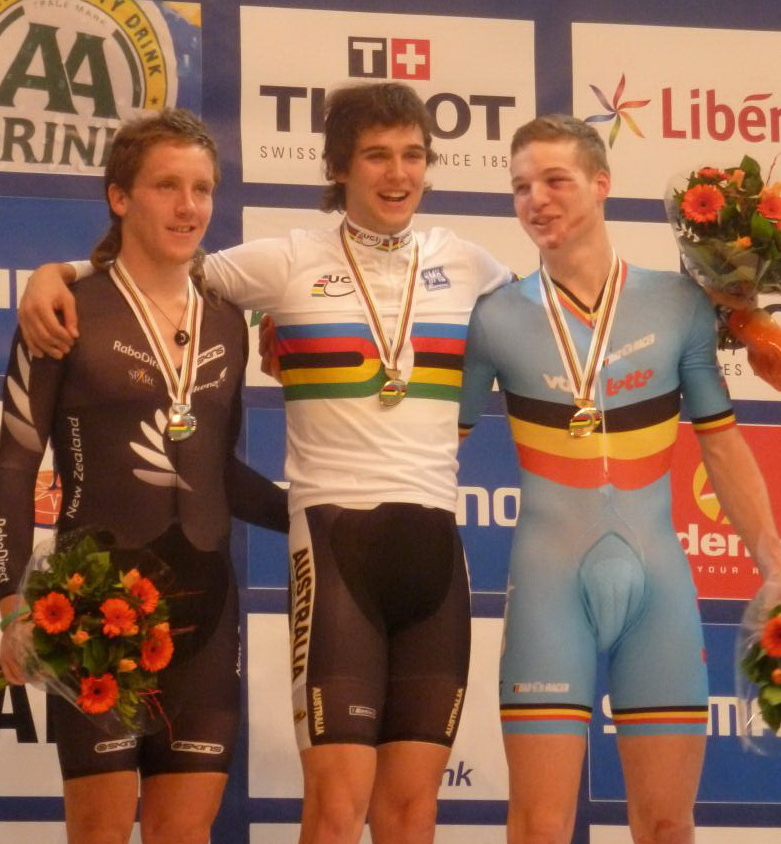
Michael Freiberg ganhou a medalha de ouro no omnium masculino em 2011.

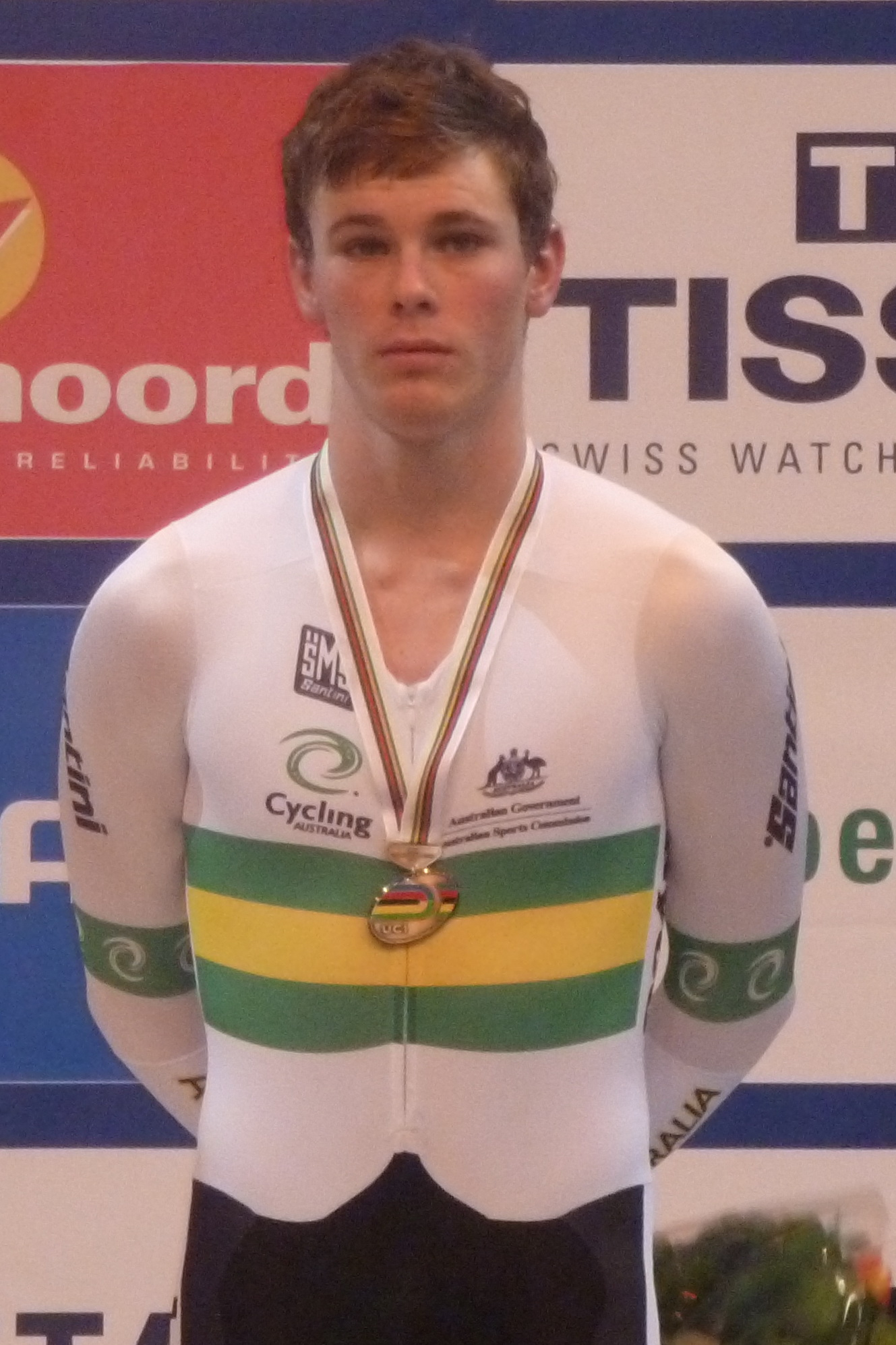
Michael Hepburn ganhou a medalha de bronze na perseguição individual masculino em 2011.

Esta é uma lista de medalhas australianas conquistadas nos Campeonatos Mundiais UCI de pista. Esta lista não (ainda) incluem as disciplinas amadoras e disciplinas extintas.
| Medalha           | Campeonato              | Nome                                                            | Evento                            |
| ----------------- | ----------------------- | --------------------------------------------------------------- | --------------------------------- |
| Medalha de prata  | Newark 1912             | Alfred Grenda                                                   | Velocidade masculino              |
| Medalha de ouro   | Antuérpia 1920          | Bob Spears                                                      | Velocidade masculino              |
| Medalha de prata  | Copenhague 1921         | Bob Spears                                                      | Velocidade masculino              |
| Medalha de prata  | Paris 1922              | Bob Spears                                                      | Velocidade masculino              |
| Medalha de bronze | Milão 1951              | Sid Patterson                                                   | Velocidade masculino              |
| Medalha de ouro   | Paris 1952              | Sid Patterson                                                   | Perseguição individual masculino  |
| Medalha de ouro   | Zurique 1953            | Sid Patterson                                                   | Perseguição individual masculino  |
| Medalha de prata  | Paris 1964              | Ron Baensch                                                     | Velocidade masculino              |
| Medalha de bronze | São Sebastião 1965      | Ron Baensch                                                     | Velocidade masculino              |
| Medalha de prata  | Frankfurt 1966          | Ron Baensch                                                     | Velocidade masculino              |
| Medalha de ouro   | Leicester 1970          | Gordon Johnson                                                  | Velocidade masculino              |
| Medalha de prata  | Marselha 1972           | Gordon Johnson                                                  | Velocidade masculino              |
| Medalha de prata  | Montreal 1974           | John Nicholson                                                  | Velocidade masculino              |
| Medalha de ouro   | Rocourt 1975            | John Nicholson                                                  | Velocidade masculino              |
| Medalha de ouro   | Monteroni di Lecce 1976 | John Nicholson                                                  | Velocidade masculino              |
| Medalha de bronze | San Cristóbal 1977      | John Nicholson                                                  | Velocidade masculino              |
| Medalha de ouro   | Besançon 1980           | Danny Clark                                                     | Keirin masculino                  |
| Medalha de ouro   | Brno 1981               | Danny Clark                                                     | Keirin masculino                  |
| Medalha de prata  | Brno 1981               | Danny Clark                                                     | Corrida por pontos masculino      |
| Medalha de prata  | Leicester 1982          | Danny Clark                                                     | Keirin masculino                  |
| Medalha de prata  | Leicester 1982          | Gary Sutton                                                     | Corrida por pontos masculino      |
| Medalha de ouro   | Zurique 1983            | Steele Bishop                                                   | Perseguição individual masculino  |
| Medalha de prata  | Zurique 1983            | Danny Clark                                                     | Keirin masculino                  |
| Medalha de bronze | Zurique 1983            | Gary Sutton                                                     | Corrida por pontos masculino      |
| Medalha de prata  | Barcelona 1984          | Gary Sutton                                                     | Corrida por pontos masculino      |
| Medalha de ouro   | Ghent 1988              | Stephen Pate                                                    | Velocidade masculino              |
| Medalha de prata  | Lião 1989               | Dean Woods                                                      | Perseguição individual masculino  |
| Medalha de prata  | Lião 1989               | Gary Sutton                                                     | Corrida por pontos masculino      |
| Medalha de bronze | Maebashi 1990           | Stephen Pate                                                    | Velocidade masculino              |
| Medalha de bronze | Maebashi 1990           | Danny Clark                                                     | Corrida por pontos masculino      |
| Medalha de prata  | Valência 1992           | Stephen Pate                                                    | Keirin masculino                  |
| Medalha de ouro   | Hamar 1993              | Brett Aitken Stuart O'Grady Billy Shearsby Tim O'Shannessy      | Perseguição por equipes masculino |
| Medalha de ouro   | Hamar 1993              | Gary Neiwand                                                    | Velocidade masculino              |
| Medalha de ouro   | Hamar 1993              | Gary Neiwand                                                    | Keirin masculino                  |
| Medalha de prata  | Hamar 1993              | Shane Kelly                                                     | 1 km contrarrelógio masculino     |
| Medalha de prata  | Palermo 1994            | Darryn Hill                                                     | Velocidade masculino              |
| Medalha de bronze | Palermo 1994            | Shane Kelly                                                     | 1 km contrarrelógio masculino     |
| Medalha de bronze | Palermo 1994            | Tim O'Shannessy Stuart O'Grady Rodney McGee Brett Aitken        | Perseguição por equipes masculino |
| Medalha de ouro   | Bogotá 1995             | Shane Kelly                                                     | 1 km contrarrelógio masculino     |
| Medalha de ouro   | Bogotá 1995             | Darryn Hill                                                     | Velocidade masculino              |
| Medalha de ouro   | Bogotá 1995             | Tim O'Shannessy Stuart O'Grady Rodney McGee Bradley McGee       | Perseguição por equipes masculino |
| Medalha de bronze | Bogotá 1995             | Stuart O'Grady                                                  | Perseguição individual masculino  |
| Medalha de bronze | Bogotá 1995             | Michelle Ferris                                                 | 500 m contrarrelógio feminino     |
| Medalha de ouro   | Manchester 1996         | Shane Kelly                                                     | 1 km contrarrelógio masculino     |
| Medalha de ouro   | Manchester 1996         | Darryn Hill Shane Kelly Gary Neiwand                            | Velocidade por equipes masculino  |
| Medalha de prata  | Manchester 1996         | Gary Neiwand                                                    | Keirin masculino                  |
| Medalha de prata  | Manchester 1996         | Scott McGrory Stephen Pate                                      | Madison masculino                 |
| Medalha de prata  | Manchester 1996         | Lucy Tyler                                                      | Perseguição individual masculino  |
| Medalha de bronze | Manchester 1996         | Darryn Hill                                                     | Velocidade masculino              |
| Medalha de bronze | Manchester 1996         | Michelle Ferris                                                 | 500 m contrarrelógio feminino     |
| Medalha de ouro   | Perth 1997              | Shane Kelly                                                     | 1 km contrarrelógio masculino     |
| Medalha de prata  | Perth 1997              | Michelle Ferris                                                 | 500 m contrarrelógio feminino     |
| Medalha de prata  | Perth 1997              | Michelle Ferris                                                 | Velocidade masculino              |
| Medalha de bronze | Perth 1997              | Danny Day Shane Kelly Sean Eadie                                | Velocidade por equipes masculino  |
| Medalha de bronze | Perth 1997              | Darryn Hill                                                     | Velocidade masculino              |
| Medalha de ouro   | Bordéus 1998            | Lucy Tyler-Sharman                                              | Perseguição individual masculino  |
| Medalha de prata  | Bordéus 1998            | Shane Kelly                                                     | 1 km contrarrelógio masculino     |
| Medalha de prata  | Bordéus 1998            | Danny Day Shane Kelly Graham Sharman                            | Velocidade por equipes masculino  |
| Medalha de prata  | Bordéus 1998            | Michelle Ferris                                                 | Velocidade masculino              |
| Medalha de bronze | Bordéus 1998            | Michelle Ferris                                                 | 500 m contrarrelógio feminino     |
| Medalha de prata  | Berlim 1999             | Shane Kelly                                                     | 1 km contrarrelógio masculino     |
| Medalha de prata  | Berlim 1999             | Michelle Ferris                                                 | Velocidade masculino              |
| Medalha de ouro   | Antuérpia 2001          | Ryan Bayley                                                     | Keirin masculino                  |
| Medalha de prata  | Antuérpia 2001          | Ryan Bayley Jobie Dajka Sean Eadie                              | Velocidade por equipes masculino  |
| Medalha de prata  | Antuérpia 2001          | Katherine Bates                                                 | Corrida por pontos feminino       |
| Medalha de ouro   | Ballerup 2002           | Brad McGee                                                      | Perseguição individual masculino  |
| Medalha de ouro   | Ballerup 2002           | Sean Eadie                                                      | Velocidade masculino              |
| Medalha de ouro   | Ballerup 2002           | Peter Dawson Brett Lancaster Stephen Wooldridge Luke Roberts    | Perseguição por equipes masculino |
| Medalha de ouro   | Ballerup 2002           | Jobie Dajka                                                     | Keirin masculino                  |
| Medalha de prata  | Ballerup 2002           | Luke Roberts                                                    | Perseguição individual masculino  |
| Medalha de prata  | Ballerup 2002           | Jobie Dajka                                                     | Velocidade masculino              |
| Medalha de prata  | Ballerup 2002           | Ryan Bayley Jobie Dajka Sean Eadie                              | Velocidade por equipes masculino  |
| Medalha de prata  | Ballerup 2002           | Kerrie Meares                                                   | Velocidade masculino              |
| Medalha de prata  | Ballerup 2002           | Rochelle Gilmore                                                | Scratch feminino                  |
| Medalha de bronze | Ballerup 2002           | Shane Kelly                                                     | 1 km contrarrelógio masculino     |
| Medalha de bronze | Ballerup 2002           | Kerrie Meares                                                   | 500 m contrarrelógio feminino     |
| Medalha de bronze | Ballerup 2002           | Katherine Bates                                                 | Perseguição individual masculino  |
| Medalha de bronze | Ballerup 2002           | Rosealee Hubbard                                                | Keirin feminino                   |
| Medalha de ouro   | Estugarda 2002          | Peter Dawson Brett Lancaster Graeme Brown Luke Roberts          | Perseguição por equipes masculino |
| Medalha de prata  | Estugarda 2003          | Shane Kelly                                                     | 1 km contrarrelógio masculino     |
| Medalha de prata  | Estugarda 2003          | Luke Roberts                                                    | Perseguição individual masculino  |
| Medalha de prata  | Estugarda 2003          | Jobie Dajka                                                     | Keirin masculino                  |
| Medalha de prata  | Estugarda 2003          | Katie Mactier                                                   | Perseguição individual masculino  |
| Medalha de prata  | Estugarda 2003          | Anna Meares                                                     | Keirin feminino                   |
| Medalha de prata  | Estugarda 2003          | Rochelle Gilmore                                                | Scratch feminino                  |
| Medalha de bronze | Estugarda 2003          | Jobie Dajka                                                     | Velocidade masculino              |
| Medalha de ouro   | Melbourne 2004          | Peter Dawson Stephen Wooldridge Ashley Hutchinson Luke Roberts  | Perseguição por equipes masculino |
| Medalha de ouro   | Melbourne 2004          | Anna Meares                                                     | 500 m contrarrelógio feminino     |
| Medalha de prata  | Melbourne 2004          | Luke Roberts                                                    | Perseguição individual masculino  |
| Medalha de prata  | Melbourne 2004          | Katie Mactier                                                   | Perseguição individual feminino   |
| Medalha de prata  | Melbourne 2004          | Anna Meares                                                     | Velocidade masculino              |
| Medalha de bronze | Melbourne 2004          | Ryan Bayley                                                     | Velocidade masculino              |
| Medalha de ouro   | Los Angeles 2005        | Katie Mactier                                                   | Perseguição individual feminino   |
| Medalha de prata  | Los Angeles 2005        | Anna Meares                                                     | 500 m contrarrelógio feminino     |
| Medalha de prata  | Los Angeles 2005        | Katherine Bates                                                 | Perseguição individual feminino   |
| Medalha de prata  | Los Angeles 2005        | Katherine Bates                                                 | Scratch feminino                  |
| Medalha de bronze | Los Angeles 2005        | Jobie Dajka                                                     | Velocidade masculino              |
| Medalha de bronze | Los Angeles 2005        | Matthew Goss Stephen Wooldridge Ashley Hutchinson Mark Jamieson | Perseguição por equipes masculino |
| Medalha de bronze | Los Angeles 2005        | Shane John Kelly                                                | Keirin masculino                  |
| Medalha de bronze | Los Angeles 2005        | Anna Meares                                                     | Velocidade masculino              |
| Medalha de bronze | Los Angeles 2005        | Katherine Bates                                                 | Corrida por pontos feminino       |
| Medalha de ouro   | Bordéus 2006            | Matthew Goss Stephen Wooldridge Peter Dawson Mark Jamieson      | Perseguição por equipes masculino |
| Medalha de prata  | Bordéus 2006            | Ben Kersten                                                     | 1 km contrarrelógio masculino     |
| Medalha de prata  | Bordéus 2006            | Anna Meares                                                     | 500 m contrarrelógio feminino     |
| Medalha de bronze | Bordéus 2006            | Ryan Bayley Shane Kelly Shane Perkins                           | Velocidade por equipes masculino  |
| Medalha de bronze | Bordéus 2006            | Katie Mactier                                                   | Perseguição individual feminino   |
| Medalha de bronze | Bordéus 2006            | Katherine Bates                                                 | Corrida por pontos feminino       |
| Medalha de ouro   | Palma de Mallorca 2007  | Anna Meares                                                     | 500 m contrarrelógio feminino     |
| Medalha de ouro   | Palma de Mallorca 2007  | Katherine Bates                                                 | Corrida por pontos feminino       |
| Medalha de bronze | Palma de Mallorca 2007  | Kristine Bayley Anna Meares                                     | Velocidade por equipes feminino   |
| Medalha de bronze | Palma de Mallorca 2007  | Katie Mactier                                                   | Perseguição individual feminino   |
| Medalha de bronze | Palma de Mallorca 2007  | Anna Meares                                                     | Velocidade masculino              |
| Medalha de bronze | Palma de Mallorca 2007  | Anna Meares                                                     | Keirin masculino                  |
| Medalha de prata  | Manchester 2008         | Leigh Howard                                                    | Omnium masculino                  |
| Medalha de bronze | Manchester 2008         | Belinda Goss                                                    | Scratch feminino                  |
| Medalha de bronze | Manchester 2008         | Graeme Brown Bradley McGee Luke Roberts Mark Jamieson           | Perseguição por equipes masculino |
| Medalha de bronze | Manchester 2008         | Katie Mactier                                                   | Perseguição individual feminino   |
| Medalha de ouro   | Pruszków 2009           | Cameron Meyer                                                   | Corrida por pontos masculino      |
| Medalha de ouro   | Pruszków 2009           | Leigh Howard                                                    | Omnium masculino                  |
| Medalha de ouro   | Pruszków 2009           | Josephine Tomic                                                 | Omnium feminino                   |
| Medalha de ouro   | Pruszków 2009           | Kaarle McCulloch Anna Meares                                    | Velocidade por equipes feminino   |
| Medalha de prata  | Pruszków 2009           | Jack Bobridge                                                   | Perseguição individual masculino  |
| Medalha de prata  | Pruszków 2009           | Jack Bobridge Rohan Dennis Leigh Howard Cameron Meyer           | Perseguição por equipes masculino |
| Medalha de prata  | Pruszków 2009           | Leigh Howard Cameron Meyer                                      | Madison masculino                 |
| Medalha de prata  | Pruszków 2009           | Anna Meares                                                     | 500 m contrarrelógio feminino     |
| Medalha de bronze | Pruszków 2009           | Ashlee Ankudinoff Sarah Kent Josephine Tomic                    | Perseguição por equipes feminino  |
| Medalha de bronze | Pruszków 2009           | Belinda Goss                                                    | Scratch feminino                  |
| Medalha de ouro   | Ballerup 2010           | Jack Bobridge Rohan Dennis Michael Hepburn Cameron Meyer        | Perseguição por equipes masculino |
| Medalha de ouro   | Ballerup 2010           | Cameron Meyer                                                   | Corrida por pontos masculino      |
| Medalha de ouro   | Ballerup 2010           | Leigh Howard Cameron Meyer                                      | Madison masculino                 |
| Medalha de ouro   | Ballerup 2010           | Anna Meares                                                     | 500 m contrarrelógio feminino     |
| Medalha de ouro   | Ballerup 2010           | Ashlee Ankudinoff Sarah Kent Josephine Tomic                    | Perseguição por equipes feminino  |
| Medalha de ouro   | Ballerup 2010           | Kaarle McCulloch Anna Meares                                    | Velocidade por equipes feminino   |
| Medalha de prata  | Ballerup 2010           | Shane Perkins                                                   | Velocidade masculino              |
| Medalha de prata  | Ballerup 2010           | Leigh Howard                                                    | Omnium masculino                  |
| Medalha de bronze | Ballerup 2010           | Jack Bobridge                                                   | Perseguição individual masculino  |
| Medalha de bronze | Ballerup 2010           | Belinda Goss                                                    | Scratch feminino                  |
| Medalha de ouro   | Apeldoorn 2011          | Jack Bobridge                                                   | Perseguição individual masculino  |
| Medalha de ouro   | Apeldoorn 2011          | Jack Bobridge Rohan Dennis Michael Hepburn Luke Durbridge       | Perseguição por equipes masculino |
| Medalha de ouro   | Apeldoorn 2011          | Shane Perkins                                                   | Keirin masculino                  |
| Medalha de ouro   | Apeldoorn 2011          | Leigh Howard Cameron Meyer                                      | Madison masculino                 |
| Medalha de ouro   | Apeldoorn 2011          | Michael Freiberg                                                | Omnium masculino                  |
| Medalha de ouro   | Apeldoorn 2011          | Anna Meares                                                     | Velocidade masculino              |
| Medalha de ouro   | Apeldoorn 2011          | Anna Meares                                                     | Keirin feminino                   |
| Medalha de ouro   | Apeldoorn 2011          | Kaarle McCulloch Anna Meares                                    | Velocidade por equipes feminino   |
| Medalha de prata  | Apeldoorn 2011          | Cameron Meyer                                                   | Corrida por pontos masculino      |
| Medalha de prata  | Apeldoorn 2011          | Katherine Bates                                                 | Scratch feminino                  |
| Medalha de bronze | Apeldoorn 2011          | Michael Hepburn                                                 | Perseguição individual masculino  |
| Medalha de bronze | Apeldoorn 2011          | Dan Ellis Matthew Glaetzer Jason Niblett                        | Velocidade por equipes masculino  |
| Medalha de ouro   | Melbourne 2012          | Michael Hepburn                                                 | Perseguição individual masculino  |
| Medalha de ouro   | Melbourne 2012          | Shane Perkins Scott Sunderland Matthew Glaetzer                 | Velocidade por equipes masculino  |
| Medalha de ouro   | Melbourne 2012          | Cameron Meyer                                                   | Corrida por pontos masculino      |
| Medalha de ouro   | Melbourne 2012          | Glenn O'Shea                                                    | Omnium masculino                  |
| Medalha de ouro   | Melbourne 2012          | Anna Meares                                                     | 500 m contrarrelógio feminino     |
| Medalha de ouro   | Melbourne 2012          | Anna Meares                                                     | Keirin feminino                   |
| Medalha de prata  | Melbourne 2012          | Jack Bobridge                                                   | Perseguição individual masculino  |
| Medalha de prata  | Melbourne 2012          | Jack Bobridge Rohan Dennis Michael Hepburn Glenn O'Shea         | Perseguição por equipes masculino |
| Medalha de prata  | Melbourne 2012          | Annette Edmondson                                               | Omnium feminino                   |
| Medalha de prata  | Melbourne 2012          | Annette Edmondson Melissa Hoskins Josephine Tomic               | Perseguição por equipes feminino  |
| Medalha de prata  | Melbourne 2012          | Kaarle McCulloch Anna Meares                                    | Velocidade por equipes feminino   |
| Medalha de prata  | Melbourne 2012          | Melissa Hoskins                                                 | Scratch feminino                  |
| Medalha de bronze | Melbourne 2012          | Leigh Howard Cameron Meyer                                      | Madison masculino                 |
| Medalha de bronze | Melbourne 2012          | Ashlee Ankudinoff                                               | Perseguição individual feminino   |
| Medalha de bronze | Melbourne 2012          | Anna Meares                                                     | Velocidade masculino              |
| Medalha de ouro   | Minsk 2013              | Michael Hepburn                                                 | Perseguição individual masculino  |
| Medalha de ouro   | Minsk 2013              | Alex Edmondson Alexander Morgan Michael Hepburn Glenn O'Shea    | Perseguição por equipes masculino |
| Medalha de prata  | Minsk 2013              | Amy Cure                                                        | Perseguição individual feminino   |
| Medalha de prata  | Minsk 2013              | Annette Edmondson Melissa Hoskins Amy Cure                      | Perseguição por equipes feminino  |
| Medalha de bronze | Minsk 2013              | Luke Davison                                                    | Scratch masculino                 |
| Medalha de bronze | Minsk 2013              | Glenn O'Shea                                                    | Omnium masculino                  |
| Medalha de bronze | Minsk 2013              | Annette Edmondson                                               | Omnium feminino                   |
| Medalha de bronze | Minsk 2013              | Annette Edmondson                                               | Perseguição individual feminino   |

Fontes

## Quadro de medalhas

### Medalhas por disciplina
atualizado após o Campeonato Mundial de Ciclismo em Pista de 2013
| Evento                            | Ouro | Prata | Bronze | Total | Classificação |
| 1 km contrarrelógio masculino     | 3    | 5     | 2      | 10    |               |
| Perseguição individual masculino  | 7    | 6     | 3      | 16    |               |
| Perseguição por equipes masculino | 9    | 2     | 3      | 14    | 1             |
| Velocidade masculino              | 8    | 10    | 9      | 27    |               |
| Velocidade por equipes masculino  | 2    | 3     | 3      | 8     |               |
| Keirin masculino                  | 6    | 5     | 1      | 12    |               |
| Scratch masculino                 | 0    | 0     | 1      | 1     |               |
| Corrida por pontos masculino      | 3    | 5     | 2      | 10    |               |
| Omnium masculino                  | 3    | 2     | 1      | 6     |               |
| Madison masculino                 | 2    | 2     | 1      | 5     |               |
| 500 contrarrelógio feminino       | 4    | 4     | 4      | 12    |               |
| Perseguição individual feminino   | 2    | 5     | 6      | 13    |               |
| Perseguição por equipes feminino  | 1    | 2     | 1      | 4     | 2             |
| Velocidade feminino               | 1    | 4     | 0      | 5     |               |
| Velocidade por equipes feminino   | 3    | 1     | 1      | 5     | 1             |
| Keirin feminino                   | 2    | 1     | 2      | 5     |               |
| Scratch feminino                  | 0    | 5     | 3      | 8     |               |
| Corrida por pontos feminino       | 1    | 1     | 2      | 4     |               |
| Omnium feminino                   | 1    | 1     | 1      | 3     | 3             |
| Total                             | 58   | 64    | 46     | 168   |               |